# Dr. Fummel und seine Gespielinnen
Dr. Fummel und seine Gespielinnen ist ein frühes deutsches Sexfilmlustspiel. Alois Brummer produzierte es 1969, noch vor dem Start der Schulmädchen-Report-Sexfilmwelle.

## Handlung
Herr Blümlein ist ein leicht trotteliger Einzelhändler aus der bayerischen Provinz. Weil ihn die Bandscheibe plagt, wird er von seiner Gattin Rosa in den Zug gesetzt und auf Kur geschickt. Während des Umsteigeaufenthalts in München sucht er den „Massagesalon Annette“ auf. Die Damen für sehr spezielle Massagen klären ihn zunächst nicht über seinen Irrtum auf. Masseuse Lisa nimmt Herrn Blümlein samt Scheckheft für ein gut bezahltes Schäferstündchen zu sich nach Hause. Salonchefin Annette und deren Gespiele, „der Graf“ genannt, sehen Nebenverdienste ihrer Mädchen allerdings nicht gern.
Zu den Stammkunden des Hauses gehören Rasputin und Dr. Fummel, ein leidenschaftlicher  Voyeur. Der Italiener Hugo will seine Freundin beim Grafen in Stellung bringen und erteilt ihr mit Feuereifer Striptease-Unterricht. Unterdessen nimmt der Graf zwei neue Mädchen persönlich in Augenschein.
Schließlich feiert die ganze illustre Gesellschaft eine Sexparty außerhalb der Stadt. Herr Blümlein befürchtet die Ankunft seiner zänkischen Frau und folgt Lisa aufs Land. An dem wilden Treiben findet er gar keinen Gefallen, ganz im Gegensatz zu Dr. Fummel, der vor dem Fenster in einem Baum hockt und alles durch das Fernglas beobachtet. Ein beleibter Transvestit umgarnt den Butler. Als Blümlein endlich im rettenden Zug nach Hause sitzt, ist er vollkommen erschöpft.

## Produktionsnotizen
Dr. Fummel und seine Gespielinnen wurde ab dem 22. September 1969 in München-Pasing (im Wohnhaus von Alois Brummer),  Memmingen, Kufstein, Freilassing und in Ulm gedreht. Der Film passierte die FSK am 11. März 1970 und wurde am 14. April 1970 im Gabriel Filmtheater München uraufgeführt.
Der Film wurde von der Bundesprüfstelle für jugendgefährdende Medien mit Entscheidung Nr. 2938 vom 7. Juli 1986 auf die Liste der jugendgefährdenden Medien gesetzt, mit Entscheidung Nr. 9158 vom 18. März 2010 wurde er wieder aus der Liste gestrichen.

## Kritiken
„Das Schönste in diesem Film ist der Bernhardiner-Hund, der leider nur kurzfristig auftaucht. Es wird unbändig gelacht auf der Leinwand! Dem Zuschauer verging die frohe Laune dabei. Da halfen auch nicht mehr die ermunternden Sex-Szenen, an denen nicht gespart wurde. Mit den dick aufgetragenen Gesten kehrte die selige Zeit des Stummfilms zurück.“

„Speziell für Voyeure gemachte, unglaublich primitive Klamotte.“

In Filme 1965–70 ist folgendes zu lesen: „Humorlos-zotige Klamotte ohne jegliches Gespür für die Grenzen des Geschmacks.“